# Két krajcárom volt nékem
A Két krajcárom volt nékem kezdetű magyar népdalt Bartók Béla gyűjtötte Újszászon. Felépítése alapján szlovák eredetű lehet.
Feldolgozás:
| Szerző            | Mire               | Mű                                                        | Előadás |
| ----------------- | ------------------ | --------------------------------------------------------- | ------- |
| Vásárhelyi Zoltán | két egynemű szólam | Erdő-mező, 20. kotta                                      |         |
| Bartók Béla       | ének, zongora      | Húsz magyar népdal, 10. darab III. Vegyes dalok, 2. darab | [ 1 ]   |

## Kotta és dallam
Két krajcárom volt nékem…

Búzát vettem én azon…

Elvittem a malomba…

Megőröltem a búzát…

Hazavittem a lisztet…

Süttem vele perecet…

Megették a gyerekek…

## Felvételek
- Két krajcárom. Ovitévé  YouTube (2012. szeptember 25.)  (Hozzáférés: 2016. augusztus 28.) (videó)
- Kétkrajcáros dal. Ghymes  YouTube (2012. május 31.)  (Hozzáférés: 2016. augusztus 28.) (audió)